# Brett Anderson
Brett Anderson (* 29. September 1967 in Haywards Heath, West Sussex, England; eigentlich Brett Lewis Anderson) ist ein englischer Sänger und Songwriter.

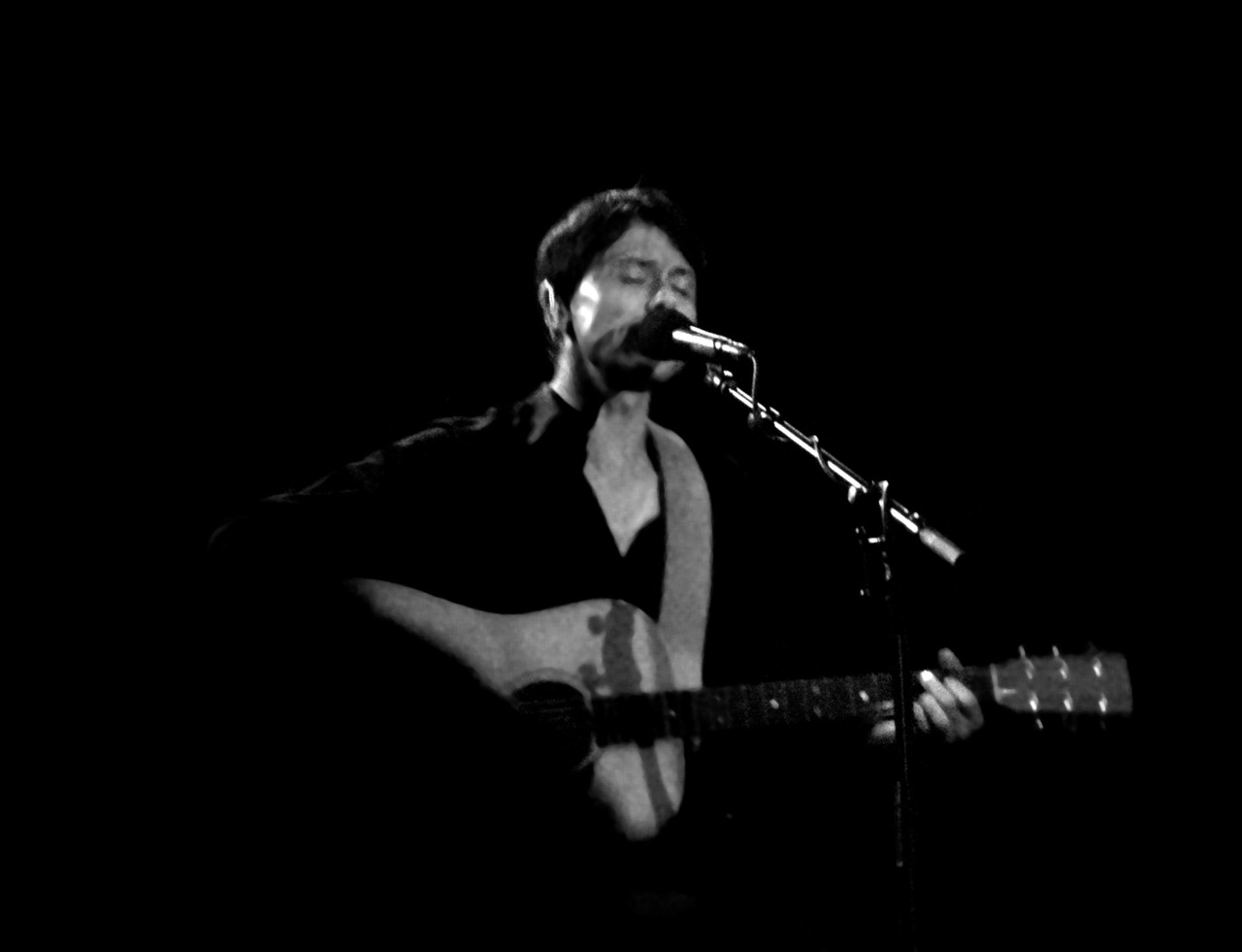
Brett Anderson im Melkweg (2007)

## Leben
Anderson ist Sänger und Songwriter der Londoner Band Suede, die von 1992 bis 2003 und ab 2010 insgesamt neun Alben veröffentlicht hat. Außerdem bildet Anderson mit dem ehemaligen Suede-Gitarristen Bernard Butler ein Teil der Band The Tears, die 2005 ihr bisher einziges Album veröffentlichte.
Andersons erstes Soloalbum erschien bei V2 Records am 23. März 2007. Am 26. September 2011 ist sein inzwischen viertes Soloalbum, Black Rainbows, mit dem Song Brittle Heart als erster Single, bei EMI Records erschienen.

## Diskografie
Soloalben
- Brett Anderson, 2007
- Wilderness, 2008
- Slow Attack, 2009
- Black Rainbows, 2011
- Solar, 2019

mit Suede
- Suede, 1993
- Dog Man Star, 1994
- Coming Up, 1996
- Sci-Fi Lullabies, 1997
- Head Music, 1999
- A New Morning, 2002
- Singles, 2003
- Best of, 2010
- Bloodsports, 2013
- Night Thoughts, 2016
- The Blue Hour, 2018
- Autofiction, 2022

mit The Tears
- Here come The Tears, 2005